# Марія Йоанна Габріела Австрійська
Ерцгерцогиня Марія Йоанна Австрійська (нім. Maria Johanna Gabriele Josefa Antonia; 4 лютого 1750 — 23 грудня 1762) — ерцгерцогиня Австрії та принцеса Тоскани, Угорщини та Богемії. Донька Франца I та Марії Терезії. Її описували як симпатичну та добродушну. Померла у віці 12 років від віспи.

## Життєпис

### Раннє життя і освіта
Ерцгерцогиня Марія Йоанна Габріела Джозефа Антонія була одинадцятою дитиною і восьмою донькою Франца I та Марії Терезії. Через рік народилася Марія Йозефа.
Йоанна була дуже близькою зі своєю сестрою Марією Йозефою. Обидвоє здобували освіту разом і мали однакових вчителів.  

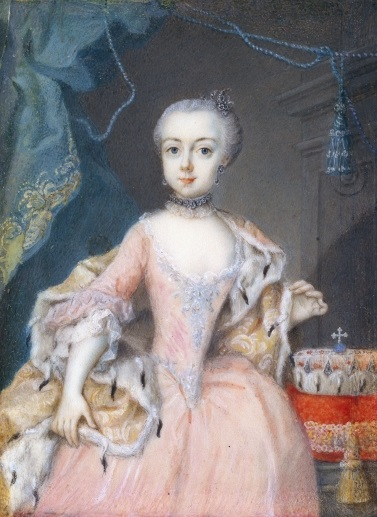

Поки хлопців навчали грати на різних інструментах, Йоанну та її сестер навчалися співу. Спеціально для дітей у Шенбрунні був побудований театр. Йоганна та її брати й сестри часто давали музичні виступи.

### Заручини і смерть
Марія-Терезія проводила цілеспрямовану шлюбну політику щодо своїх дітей. Вона і король Іспанії Карл III домовилися, що четверта дочка Марії-Терезії, ерцгерцогиня Марія Амалія, вийде заміж за сина Карла III, Фердинанда I. Пізніше король захотів розірвати заручини через те, що Амалія була старшою за Фердинанда на п'ять років. Оскільки Йоганна була лише на рік старша за Фердинанда, вона була заручена з Фердинандом у віці дванадцяти років.
У грудні 1762 року Йоанна захворіла на віспу. Її болісну смерть згодом описала Ізабелла Пармська. Марія-Терезія знайшла втіху в тому, що перед смертю Йоанна повністю висповідалася.
Втрата Йоанни від віспи, а також інших членів сім'ї сприяла рішенню Марії-Терезії зробити щеплення молодшим членам її сім'ї та подальшому прийняттю щеплення від віспи в Австрії.